# مجموعه کلیسایی سان سالوادور

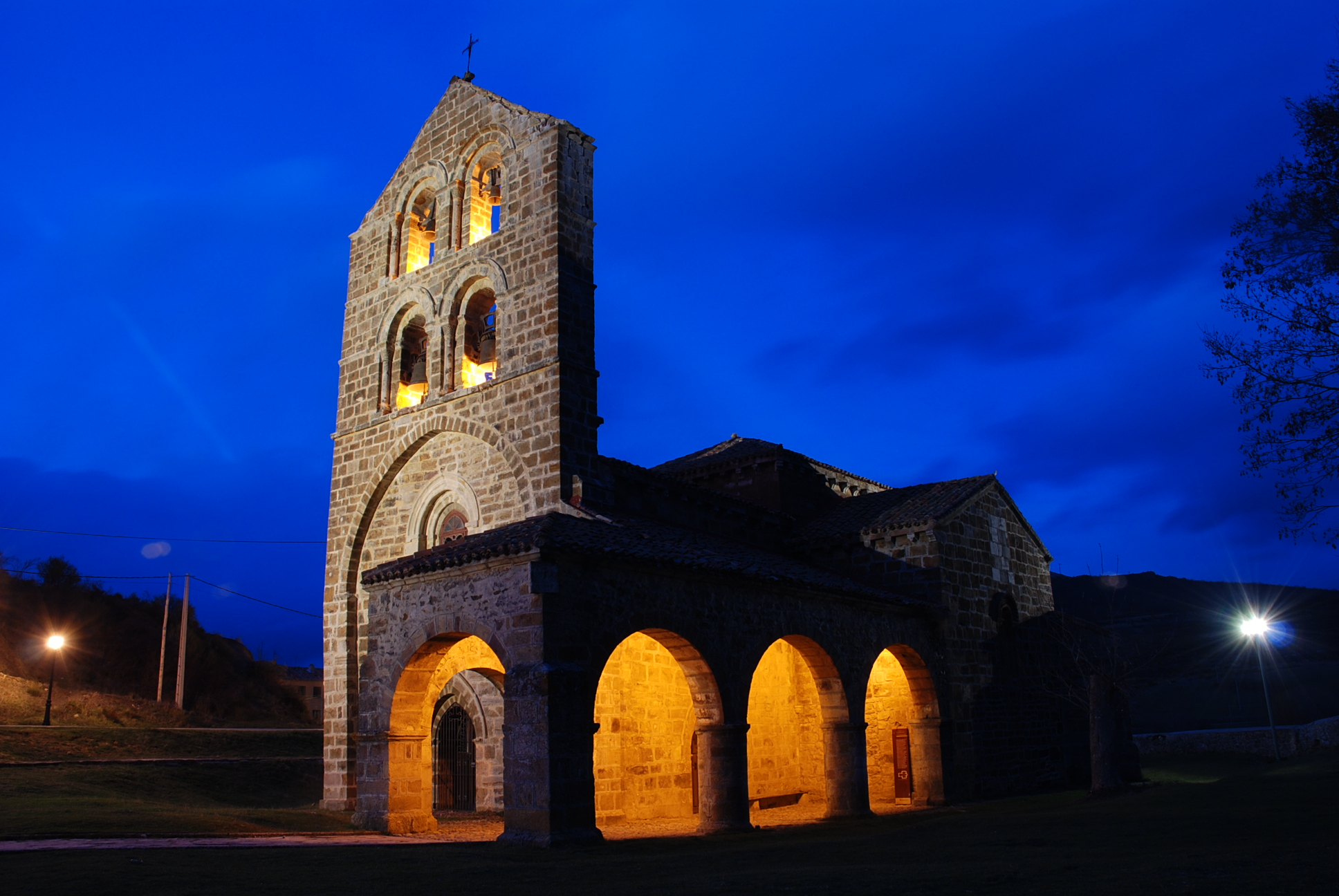
نمای شبانه از مجموعۀ کلیسای سن سالوادور.

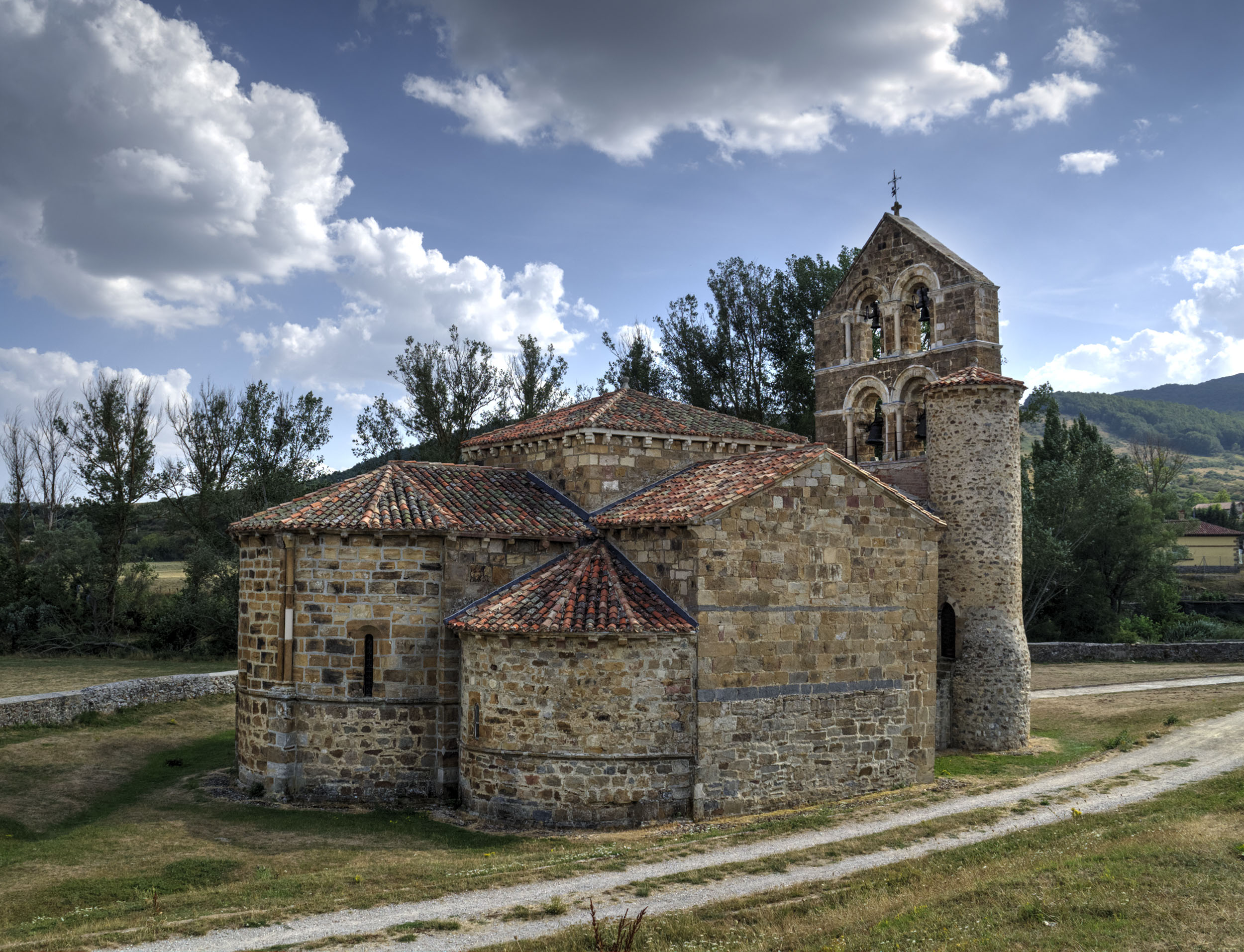
نمای جانبی کلیسا.

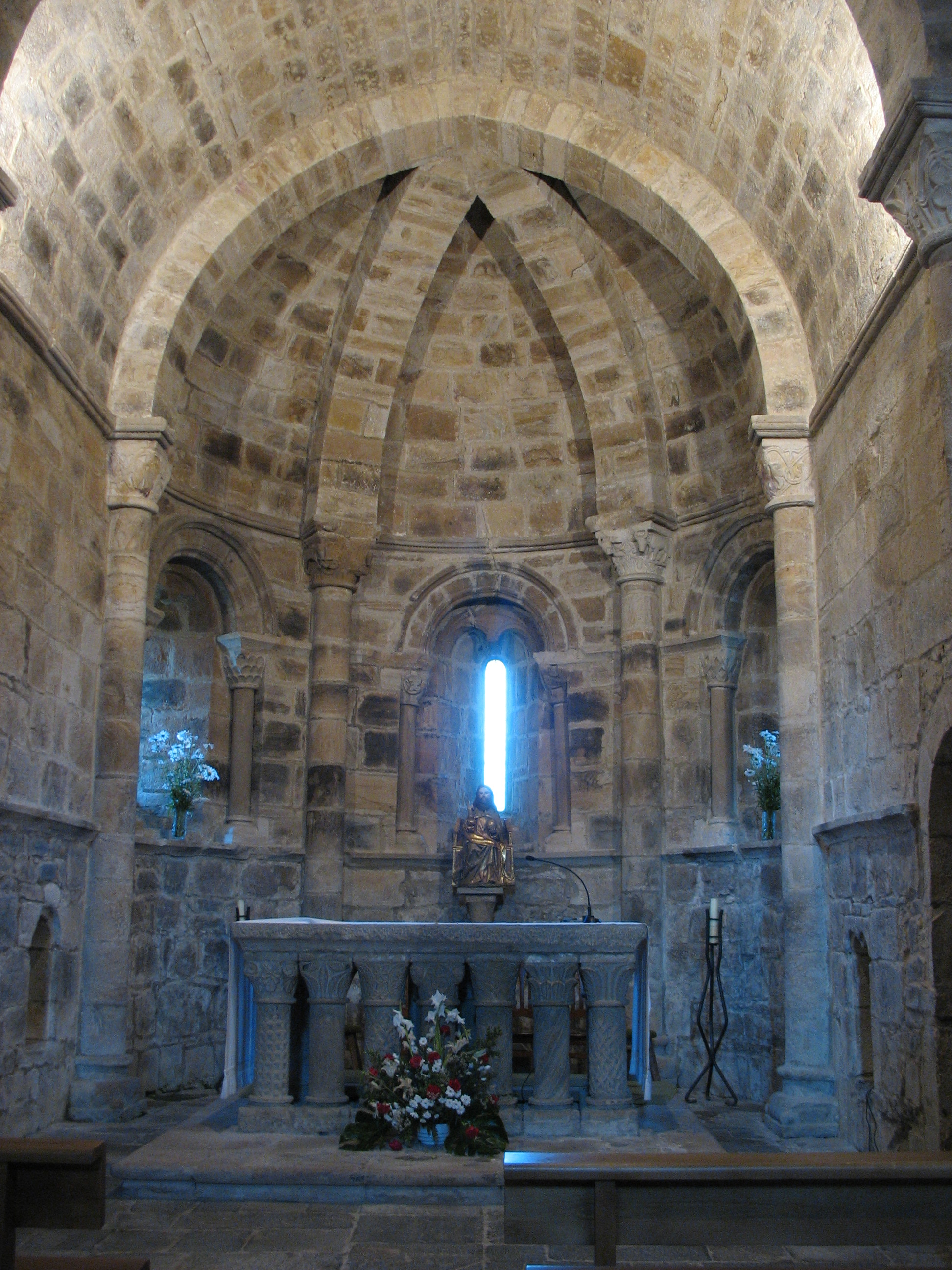
نمای داخلی که محراب مرکزی و نمازخانه را نشان می‌دهد.

مجموعه کلیسایی سان سالوادور (که امروزه به‌عنوان کلیسای جامع محلی شناخته می‌شود) در شهر سن سالوادور دِ کانتامودا واقع شده است. این شهر بخشی از شهرداری لا پرنیا در استان پالنسیا و در ناحیهٔ کوهستانی «مونتانیا پالنتینا» در منطقهٔ خودمختار کاستیا و لئونِ اسپانیا است.

## رده‌بندی
این بنا در تاریخ ۴ فوریه ۱۹۹۳ از سوی دولت محلی کاستیا و لئون به‌عنوان «میراث فرهنگی ارزشمند» اعلام شد.

## تاریخچه
این کلیسا توسط کنتس کاستیا، ماریا الویرا، همسر کنت رودریگو گونتیس و خواهرزادهٔ فرناندوی یکم، پادشاه لئون تأسیس شد و خود او نیز در همین‌جا به خاک سپرده شد. به همین دلیل، این کلیسا تا سال ۱۱۲۳ تحت حمایت دربار سلطنتی بود، تا اینکه آلفونسوی هفتم، پادشاه کاستیا و لئون آن را به اسقف‌های پالنسیا واگذار کرد. ساختمان فعلی احتمالاً به سال ۱۱۸۵ بازمی‌گردد، زمانی که آلفونسوی هشتم، پادشاه کاستیا کنت‌نشین پرنیا را برای اسقف دون ریموندو ایجاد کرد.
سبک ساخت بنا، آن را به اواخر قرن دوازدهم یا اوایل قرن سیزدهم نسبت می‌دهد.

## موقعیت مکانی
کلیسا به‌صورت کامل و مستقل در میان چمنزارهای سبزی در جنوب بافت مسکونی روستا قرار گرفته است؛ جایی که هنوز دام‌ها در آن چرا می‌کنند. این مکان در سطحی کمی پایین‌تر از جاده واقع شده است، که همین امر باعث می‌شود چشم‌انداز آن بهتر دیده شود.

## نمای بیرونی
نمای بیرونی کلیسا مجموعه‌ای بسیار هماهنگ و خوش‌ساخت با حجم‌هایی مشخص و واضح است. چشم‌نوازترین بخش در ظاهر خارجی بنا، نمای غربی آن است که دارای یک برج ناقوس زیبای رومانسک اسپانیایی است و به‌عنوان شاخص‌ترین عنصر این کلیسا شناخته می‌شود. دیوار غربی کلیسا با دو بخش که هر یک دارای دو دهانه ناقوس هستند، به سمت بالا امتداد می‌یابد و در نهایت به‌صورت مثلثی‌شکل در ارتفاع پایان می‌پذیرد.

## درگاه‌ها
- نمای غربی (درگاه غربی): دارای قوس نوک‌تیز و متشکل از سه طاق‌بندی ساده است. این درگاه در دیوارهٔ غربی، در زیر یک پنجرهٔ کارشده قرار دارد. درگاه و پنجره در قالب یک قاب بزرگ با قوس نیم‌دایره‌ای قرار گرفته‌اند که تا پایه‌های برج ناقوس امتداد دارد.
- نمای جنوبی (درگاه جنوبی): این درگاه در زیر ایوانی مدرن باز می‌شود. بخش مرکزی آن با نوار برجسته (باکتون) و نقوش گردِ برجسته (بزانت‌ها) تزئین شده است. در بخش بیرونی این مجموعه، طاق‌نما وجود دارد که آسیب‌دیده است.
- هر یک از دهانه‌های ناقوس به‌صورت فرورفته ساخته شده‌اند و طاق‌بندی بیرونی آن‌ها دارای طاق‌نما، سرستون‌های تزئین‌شده، ستونچهٔ یک‌تکه‌ای است که بر پایه‌ای کوچک با تزئینات گوی‌شکل سبک جاکا قرار دارد. نوار تزئینی زیر سرستون به کمک قالب‌بندی کوچکی به طرفین ادامه پیدا می‌کند.
- پنجره‌ای که در سمت جنوبی بازوی عرضی کلیسا قرار دارد: این پنجره دارای طاق‌بندی با نوار برجسته‌ای است که روی سکوهایی در سرستون‌هایی با نقوش حصیربافی و چهرهٔ انسانی قرار گرفته‌اند. در زیر آن‌ها، ستونچه‌هایی وجود دارد که بر روی پایه‌هایشان قرار گرفته‌اند. بیرون از طاق‌بندی نیز طاق‌نمایی با نقش الماس به‌عنوان تزئین دیده می‌شود.

## فضای داخلی

### نقشه
نقشهٔ کلیسا به‌صورت صلیب لاتین است، با بخش شرقی (سردر اصلی) دارای سه نیم‌گنبد پله‌پله‌ای، یک کشتی اصلی کوتاه، و یک محل تقاطع صلیبی‌شکل کاملاً برجسته که از تلاقی شبستان اصلی و بازوی عرضی شکل گرفته است. در بخش شرقی، هم شبستان مرکزی و هم دو بازوی ترانسبتو به نیم‌گنبدهایی استوانه‌ای‌شکل ختم می‌شوند که نیم‌گنبد مرکزی به‌مراتب بزرگ‌تر از دو تای دیگر است.

### نیم‌گنبدها
- نیم‌گنبد مرکزی با یک نوار تزئینی ساده به‌صورت افقی تقسیم‌بندی شده که زیر آستانه‌های پنجره‌ها امتداد دارد، و به‌صورت عمودی با دوپایه منشوری‌شکل تقسیم شده است. این پایه‌ها تا ایمپستا بالا می‌روند و روی آن‌ها جفت ستونچه‌های باریکی قرار دارند که سرستون‌هایی با نقش طوماری ساده دارند و تا طره (کارنیس) بالا می‌روند.
  - استوانهٔ نیم‌گنبد مرکزی به سه بخش (پرده) تقسیم شده است که هر یک دارای یک پنجره ساده قیفی‌شکل‌اند. این تقسیم‌بندی با کمک دوپایه منشوری شکل صورت گرفته که از زیر سطح پنجره‌ها آغاز می‌شوند و به‌صورت جفت‌ستون‌هایی با سرستون، تا طره ادامه می‌یابند. طره نیز با کمک ردیفی از پایه‌های برجستهٔ ساده و بدون تزئین، نگه داشته می‌شود. سرستون دوتایی در بخش جنوبی، تزئینی ساده دارد.
- نیم‌گنبد شمالی فقط یک پنجره دارد و نیم‌گنبد جنوبی دارای دو پنجره است.
- طره‌های این نیم‌گنبدها توسط کنسول‌هایی با تزئینات متنوع نگه داشته می‌شوند. این کنسول‌ها دارای مقطع قاشقی‌شکل هستند. در ناحیهٔ تقاطع و فانوس بالای آن، کنسول‌هایی با نقش‌هایی مانند برگ‌هایی با گلوله یا میوهٔ کاج در انتها، برگ‌های نخل راه‌راه، بشکه‌های کوچک افقی، شخصیت‌های فربه و سرهای حیوانی انتزاعی دیده می‌شود.

### عناصر شاخص
- یکی از ویژگی‌های برجسته در فضای داخلی، میز قربانگاه (میز محراب) است که با ستونچه‌های رمانسک و مجموعه‌ای دل‌نشین از ستونچه‌هایی با بدنه‌های حکاکی‌شده تزئین شده است.
- یکی از این ستونچه‌ها، که در بخش جنوبی و در ردیف پایینی قرار دارد، دارای چهره‌ای تراشیده‌شده و دوست‌داشتنی در بخش بالایی خود است، دقیقاً کمی پایین‌تر از سرستون توری‌شکل که آن را نگه داشته است.